# HMS Southdown (L25)
«Саутдаун» (англ. HMS Pytchley (L92) — військовий корабель, ескортний міноносець типу «Хант» «I» підтипу Королівського військово-морського флоту Великої Британії часів Другої світової війни.
«Саутдаун» закладений 22 серпня 1939 року на верфі компанії J. Samuel White у Коузі. 5 липня 1940 року він був спущений на воду, а 8 листопада 1940 року увійшов до складу Королівських ВМС Великої Британії.
Ескортний міноносець «Саутдаун» брав участь у бойових діях на морі в Другій світовій війні, змагався біля західних берегів Європи, брав участь в охороні конвоїв, підтримував висадку морського десанту в Нормандії.
За проявлену мужність та стійкість у боях бойовий корабель заохочений двома бойовими відзнаками.

## Історія служби
Ескортний міноносець «Саутдаун» брав активну участь у бойових діях під час Другої світової війни. Більшість своєї кар'єри провів, виконуючи бойові завдання в акваторії Північного моря. 
17 вересня 1941 року зіткнувся поблизу Шерінгема, Норфолк, зі шлюпом «Ширвотер», тому був відправлений на ремонт.
У червні 1944 року був включений до складу ескортної групи флоту, разом з есмінцем «Маккей», корветами «Потентілла», «Вервейн», «Поппі» і «Стейтік», що забезпечували підтримку висадки морського десанту в Нормандії.
Після закінчення війни його озброєння було знято, і міноносець був переобладнаний в корабель-мішень для військової авіації, з базуванням у Росайті. У квітні 1946 року його перевели до резервного флоту. 1 листопада 1956 року прибув на розборку в Барроу-ін-Фернесс.